# Bioley-Magnoux
Pour les articles homonymes, voir Bioley et Magnoux.
Bioley-Magnoux est une commune suisse du canton de Vaud, située dans le district du Jura-Nord vaudois.

## Géographie
Bioley-Magnoux est un village-rue à la frontière du Gros-de-Vaud et du Nord vaudois, sur un plateau à flanc de colline, dominant la rive droite de la Mentue.

## Population

### Surnom
Les habitants de la commune sont surnommés lè Pyoû, soit les poux en patois vaudois.

### Démographie
La commune compte 153 habitants en 1764, 268 en 1850, 293 en 1900, 186 en 1950 et 169 en 2000.

## Histoire

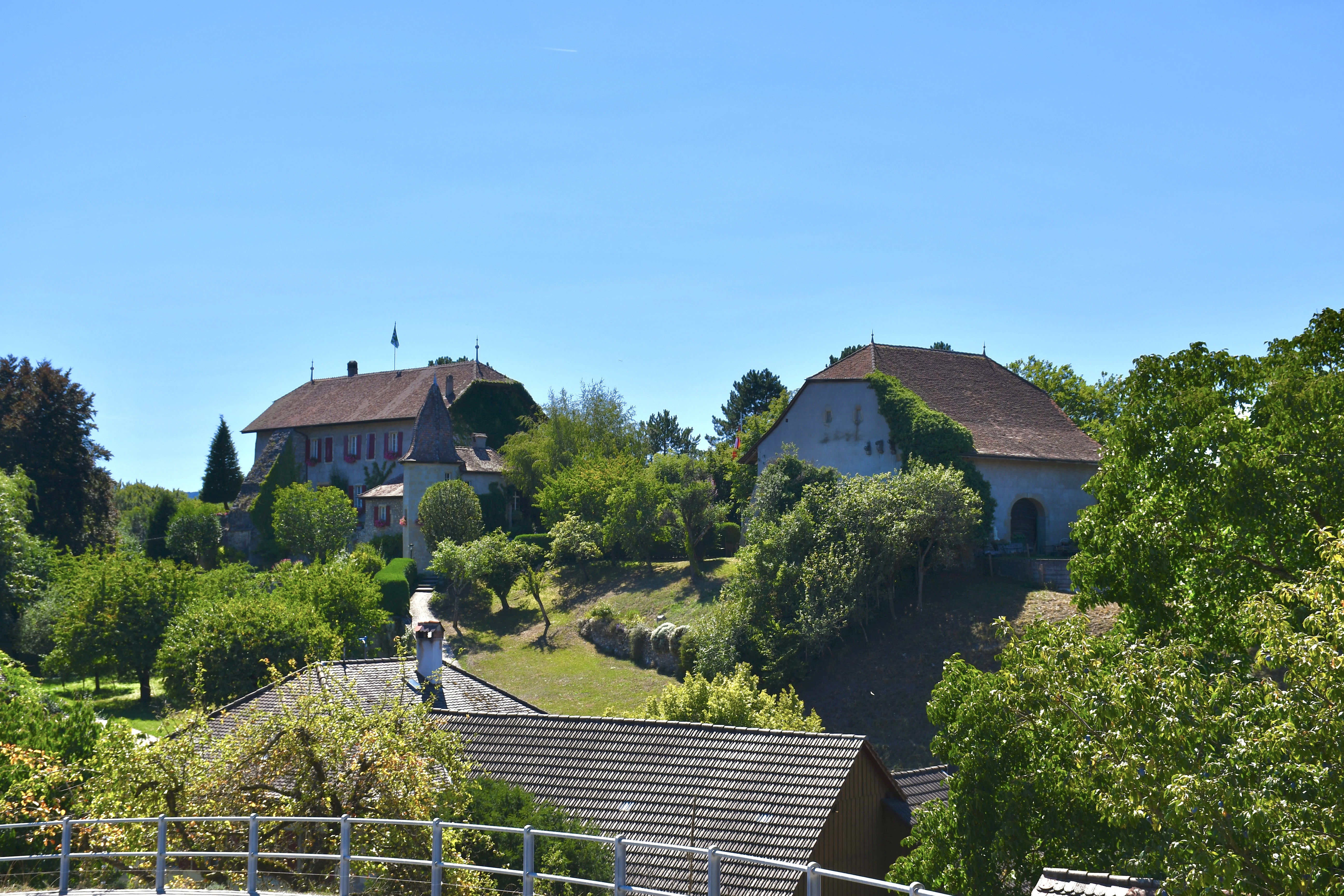
Le château.

Avec les villages de Gossens, Oppens, Orzens, Correvon, Ogens, elle se détacha en 1225 de Saint-Martin et devint seigneurie indépendante. En 1244, la seigneurie de Bioley entra dans la maison de Savoie. Pierre II de Savoie sut profiter des possibilités financières considérables qui lui venaient d'Angleterre en devenant notamment le créancier des seigneurs vaudois dans le besoin. La seigneurie de Bioley resta dans la maison de Savoie jusqu'en 1536.
Vers 1438, un substantiel apport d'argent permit d'entreprendre des travaux considérables qui ont radicalement transformé le château de Bioley Magnoux. En 1448, François II de Goumoëns reçut l'autorisation de l'évêque de Corneto d'installer un autel portatif au château. C'est à cette époque que pourrait avoir eu lieu l'important réaménagement, voire l'édification de la tour carrée effondrée et démolie en 1899. Quelque vingt-cinq ans plus tard, lors des guerres de Bourgogne, le château de Bioley-Magnoux fut occupé par les Confédérés dans leur campagne de 1475. Les 4 et 5 juin 1476, Charles le Téméraire installa son camp dans la contrée de Bioley, probablement à proximité des forêts d'Orjullaz et d'Orzens, lors de sa marche sur Morat. Le duc de Bourgogne logea au château; le fait est noté dans le journal de son maître d'hôtel.
Les sires de Goumoëns se succédèrent à Bioley jusqu'en 1608, lorsque la seigneurie fut vendue à Petermann d'Erlach. En 1643, Antoine, le fils de Petermann d'Erlach, vendit le château à Jacques Guy-d'Haudanger, issu d'une famille neuchâteloise. La seigneurie passa ensuite entre les mains de Jean d'Osterwald, neveu de Jacques Guy-d'Haudanger, et de ses successeurs jusqu'en 1770. Durant cette période, plutôt vers le début du XVIIIe siècle, les Osterwald durent procéder à d'importants travaux dans le corps de logis. On leur doit notamment le grand escalier monumental intérieur et le mur longitudinal formant corridor. En 1770, David d'Osterwald, en partance pour l'Amérique, vendit la seigneurie à Pierre et Benjamin, Comtes de Moudon. En 1802, Antoine de Blanchenay acquit le château. Il procéda certainement à quelques transformations, notamment en ouvrant une porte sur la terrasse. Dès 1829, sous les Bettens et les Perey, l'entretien des bâtiments dut être des plus limités car le mur d'enceinte avec son entrée disparaît; en 1837, les corps de bâtiment fermant la cour à l'ouest sont démolis et en 1890, le donjon carré s'effondre, provoquant la disparition de l'étage supérieur du corps de logis.
En 1972, Albert Perey vendit le château à un diplomate Suisse qui entreprit une restauration de l'édifice qui s'avérait urgente. En 1998, le château changea de propriétaire; il reste une demeure privée, et il est également le siège de la Fondation Jonas.